# Tropidolaemus huttoni
Tropidolaemus huttoni (лат.) — вид ядовитых змей из подсемейства ямкоголовых семейства гадюковых, обитающих в Южной Индии. Встречается редко. Науке известны лишь по двум экземплярам. Вид близок к Tropidolaemus wagleri, отличаясь только соотношением длины хвоста к общей длине. У молодых особей Tropidolaemus huttoni этот показатель у составляет 0,016—0,279, а у Tropidolaemus wagleri только 0,179—0,196. Морда у Tropidolaemus huttoni вздернутая, её кончик у живых экземпляров ярко-красный.
Видовое название дано в честь Ангуса Финлея Хаттона (Angus Finlay Hutton), натуралиста, открывшего вид.